# سقنقور أزرق اللسان
سقنقور أزرق اللسان (الاسم العلمي: Tiliqua) أو السحلية ذات اللسان الأزرق، هو جنس من الزواحف يتبع فصيلة السقنقورية ضمن رتبة الحرشفيات. الموطن الأصلي لهذا الجنس في أستراليا.

## الموطن
يتم العثور على السحالي ذات اللسان الأزرق في معظم أنحاء أستراليا. حيث تعيش هذه السحالي في المناطق المفتوحة مع الكثير من الغطاء النباتي مثل أعشاب العشب الأجمي أو أوراق الشجر.

## المواصفات
تُعتبر من السحالي الكبيرة نسبياً، إذ يصل طولها إلى 45 سم، وهي أحد أكبر السقنقوريات في أستراليا، تعتبر سحلية اللسان الأزرق هي أحد الحيوانات الأليفة الفريدة من نوعها بسبب لون لسانها الأزرق، وبسبب تميزها بالولادة بدلاً من أن تبيض كباقي السحالي. يصل عمر هذا الجنس إلى حوالي 20 سنة.

## السلوك
تحتمي هذه السحالي في الليل وسط أوراق الشجر وفي الجحور وتحت الأجسام الكبيرة على الأرض مثل الصخور وجذوع الأشجار. في الصباح الباكر، تظهر سحلية اللسان الأزرق وهي تتسلق في المناطق المشمسة للبحث عن الغذاء خلال الأجزاء الأكثر دفئا من اليوم. مثل كل الزواحف، لا تنتج سحلية اللسان الأزرق حرارة من أجسامها، بل تعتمد على الدفء من محيطها لرفع درجة حرارة الجسم، تبلغ درجة حرارة جسم سحلية اللسان الأزرق حوالي 30-35 درجة عندما تكون نشطة.

## الأنواع
| الاسم الشائع                       | الإسم العلمي                         | صورة                                 |
| ---------------------------------- | ------------------------------------ | ------------------------------------ |
| سقنقور أزرق اللسان القزم           | T. adelaidensis (Peters, 1863)       |                                      |
| سقنقور أزرق اللسان الإندونيسي      | T. gigas (Schneider, 1801)           | Riesenblauzungenskink                |
| سقنقور أزرق اللسان الحوض الأسترالي | T. multifasciata (Sternfeld, 1919)   | Zentralaustralischer Blauzungenskink |
| سقنقور أزرق اللسان الجنوبي         | T. nigrolutea (Quoy & Gaimard, 1824) | Schwarzgelber Blauzungenskink        |
| سقنقور أزرق اللسان الغربي          | T. occipitalis (Peters, 1863)        | Westlicher Blauzungenskink           |
| سقنقور قصير الذيل                  | T. rugosa (Gray, 1825)               | Tannenzapfenechse                    |
| سقنقور أزرق اللسان الأسترالي       | T. scincoides (White, 1790)          | Gemeiner Blauzungenskink             |
| سقنقور أزرق اللسان إيريان جايا     | Tiliqua sp.                          |                                      |